# Stylaster imbricatus
Stylaster imbricatus is een hydroïdpoliep uit de familie Stylasteridae. De poliep komt uit het geslacht Stylaster. Stylaster imbricatus werd in 1991 voor het eerst wetenschappelijk beschreven door Cairns. 